# Jorge López (Salsamusiker)
Jorge López (* im 20. Jahrhundert), eigentlich Jorge Manuel López, bekannt als Giro López, ist ein puerto-ricanischer Salsamusiker.

## Werdegang
Giro López begann seine musikalische Karriere als Mitglied der Gruppe Los Chicos. Danach begann er eine Solokarriere und hatte mit den Titeln „Si Tu Supieras“ und „Mi Forma de Sentir“ Nummer-eins-Hits im Latin Tropical Airplay. 1995 erhielt Giro López den Lo-Nuestro-Preis als „New Tropical Singer of the Year“. Sein Musikstil ist der Salsa Romántica zuzurechnen.

## Diskografie
- Simplemente Un Corazon (1993)
- Amor Lunático (1994)
- Loco Corazón (1995)
- Historias De Amor (1997)
- Giro (1999)
- Mi Nostalgia (2002)
- Si Tu Supieras (2003)